# 潮来節
潮来節（いたこぶし）は、江戸時代の流行歌である。茨城県潮来に起源する。

## 概要
「利根川図志」（1855年）に、潮来曲（いたこぶし）の唄として掲載される小唄は、「さまよ鹿島に神あるならば、あはせたまへや今一度」、「潮来出島の十二の橋を、行きつ戻りつ思案橋」、「いたこ出島のまこもの中に、あやめ咲くとはつゆしらず」などであるが、これよりも古く「山家鳥虫歌」（1772年）常陸の部3首の中には、「潮来出島のすな真菰（まごも）、殿に刈らせて我ささぐ。さつさおせおせ」、「潮来出てから中島までは、雨は降らねど袖しぼる。さつさおせおせ」という潮来唄を載せるが、おそらくはこれが潮来節の元となった民謡であろうという。
潮来はその最盛期、享保（1716-36）、元文（1736-41）の頃には銚子口から親船が多く来航し、地元の唄が調子を改めて花街の宴席などで行なわれ、船の乗客を相手に調子付けられたために、従来の潮来節が舟唄のような囃子ことばを持つようになった。
まもなく江戸で歌われ、宝暦（1751-64）、明和（1764-72）の頃に流行しはじめ、天明（1781-89）、寛政（1789-1801）の頃の洒落本では、すでに流行した「投節」の名前が消え、しばしば潮来の文字が見える。当時の洒落本の潮来節の小唄は「お前主持ちわたしは抱へ、天井つかへてままならぬ。セイセイセイセイ、トウトウトウトウ」（山東京伝「仕懸文庫」寛政2年）、「潮来好くやうな浮気な主に、ナゼナゼ、惚れた儂が身の因果」（式亭三馬「船頭新話」文化（1804-18）年間）など。
江戸においては、安永（1772-81）の頃から替え歌が増え、遊郭を中心に短い情歌として流行した。そして潮来節の変種として、「よしこの節」が生まれ、さらによしこの節の変種として「都々逸」が生まれた。
邦楽にも取り入れられ、うた沢では「いたこ出島」の原歌のほかに、「宇治の柴ふね、早瀬をわたる、わたしや君ゆゑ、のぼりふね、アアヨイヤサヨイヤサ」ほかがある。

## 参考書籍
- 仲井 幸二郎、丸山 忍、三隈 治雄『日本民謡辞典』東京堂出版、1972年。
- 町田 喜章、浅野 健二『日本民謡集』岩波書店〈岩波文庫〉、1960年。
- 浅野 健二『日本の民謡』岩波書店〈岩波新書（青版）〉、1966年。